# 쓰네요시촌 (교토부)
쓰네요시촌(일본어: 常吉村)은 일본 교토부 나카군에 설치되었던 촌이다. 현재의 교탄고시에 해당한다.

## 역사
- 1889년 4월 1일 - 정촌제 시행에 의해 2촌의 구역을 가지고 성립하였다.
- 1951년 4월 1일 - 구치오노촌, 오쿠오노촌, 미에촌촌, 스키촌, 가와베촌이 합병해, 오미야정이 성립, 동일 쓰네요시촌은 폐지되었다.

## 참고문헌
- 「角川日本地名大辞典」編纂委員会『角川日本地名大辞典 26 京都府』角川書店、1982年